# Polymorphus chongqingensis
Polymorphus chongqingensis es una especie de acantocéfalo del género Polymorphus, familia Polymorphidae. Fue descrita por Liu Zhang y Zhang en 1990.
Tienen simetría bilateral. Son vermiformes. Poseen un sistema sexual dioico.